# 瓦斯采庫斯泰

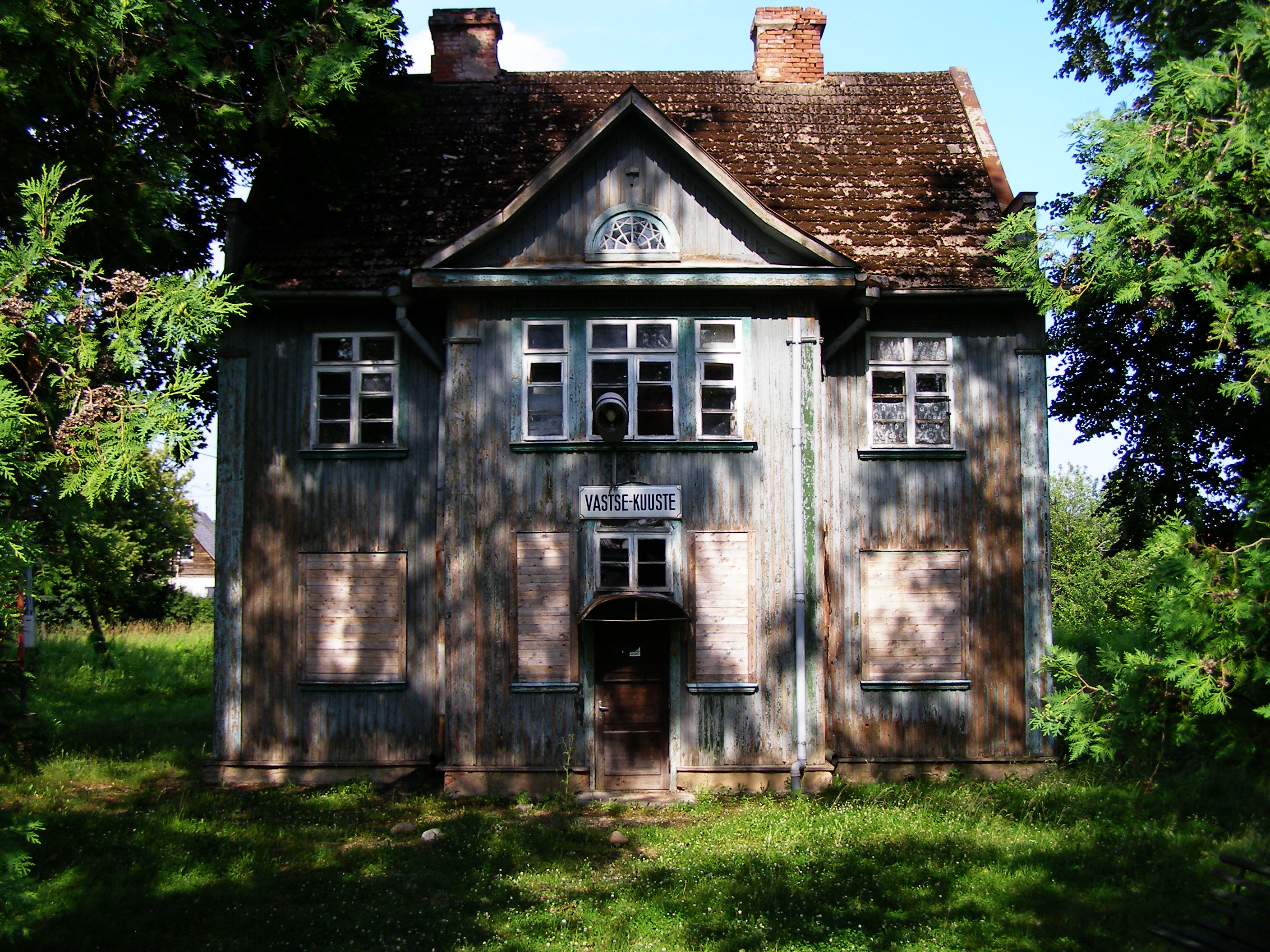
原瓦斯采庫斯泰火车站站房

瓦斯采庫斯泰，是愛沙尼亞珀爾瓦縣珀爾瓦市鎮内的小鎮，位於該國東南部，曾是原瓦斯采庫斯泰市镇的行政中心，處於首都塔林東南面190公里，海拔高度76米，2012年該小鎮人口510。
58°10′4″N 26°55′43″E / 58.16778°N 26.92861°E